# Ferdinando Maria Campani

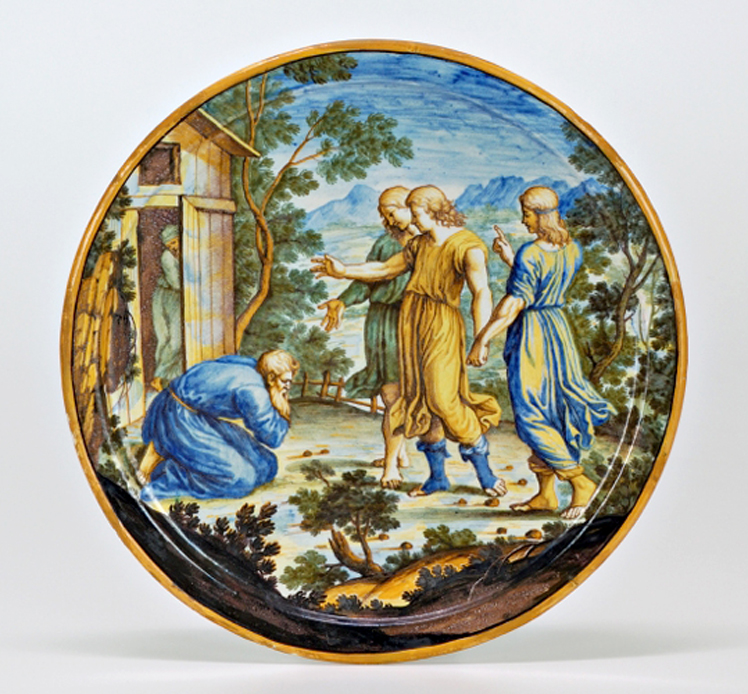
Ferdinando Maria Campani, Abramo e i tre angeli - piatto, 1745 (Faenza)

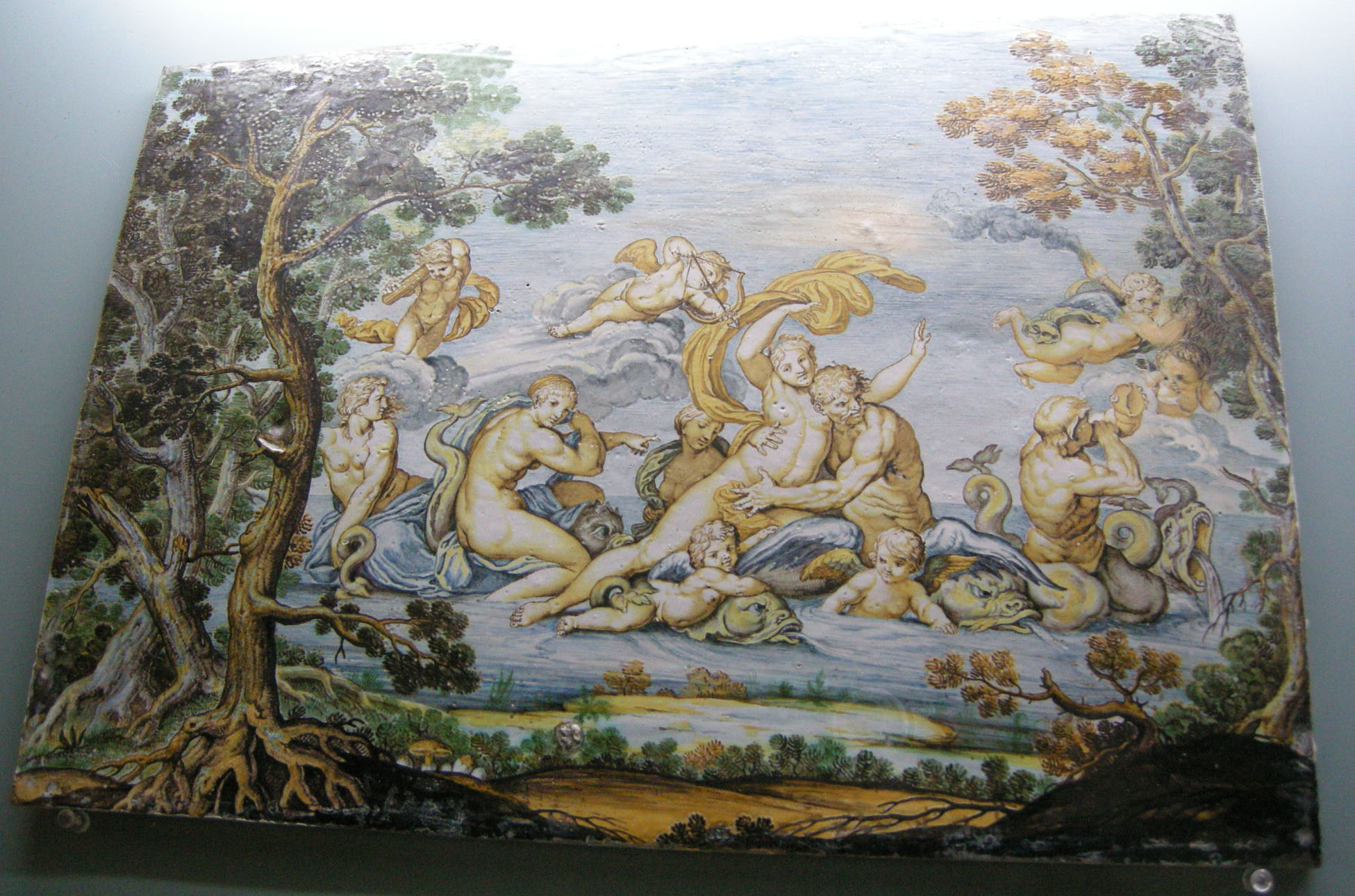
Ferdinando Maria Campani, Trionfo di Galatea con Peleo e Teti - lastra, 1737

Ferdinando Maria Campani (Siena, 1702 – Siena, 4 giugno 1771) è stato un pittore e decoratore di ceramiche italiano.

## Biografia
Per le note biografiche di Ferdinando Maria Campani il riferimento d'obbligo è all'opera, in tredici volumi, scritta tra il 1830 e il 1838 da Ettore Romagnoli (1772-1838), rimasta manoscritta e pubblicata nel 1976.
Ferdinando Maria Campani era figlio di Giovanni Battista. Nel 1725 era già sposato con Angela Sacchi, da cui ebbe Luigi, Maddalena e Cleofide. Abile ritrattista, lavorò per la famiglia regnante di Baviera. Nel 1722 risulta al servizio della governatrice di Siena Violante Beatrice di Baviera, vedova di Ferdinando de' Medici che era stato figlio del granduca Cosimo III de' Medici. Per la governatrice di Siena Campani eseguì due copie di dipinti e piatti in maiolica. Nel 1759 realizzò il ritratto dell'arcidiacono Sallustio Bandini.
Non è certo che abbia lavorato per la manifattura di ceramiche di San Quirico d'Orcia, della famiglia Chigi Zondatari, fondata nel 1714; è invece probabile che abbia decorato vasi e piatti per il vasaio senese Giovan Domenico Ciabattini. Le sue mioliche, in stile tardo barocco, si inseriscono nel periodo di transizione verso il gusto rococò. I temi decorativi di questa sua produzione si riferiscono al filone istoriato della tradizione rinascimentale, ma reinterpretato con una sorta di leggerezza e di stilizzazione settecentesca e con l'aggiunta di plastiche e di rilievi dorati. Per i decori egli s'ispirava a Marcantonio Raimondi, ai Carracci e a Raffaello Sanzio.
Di Ferdinando Maria Campani si apprezzano oggi le maioliche. Per la sua abilità nel decorarle con soggetti istoriati  fu definito il Raffaello della maiolica. Piatti e vassoi da lui dipinti si conservano al Victoria and Albert Museum e al British Museum: tra questi il piatto con la Creazione degli astri (1733), da Raffaello, e quello con la Scena della vendemmia (1747). Altre sue maioliche sono al Museo internazionale delle ceramiche in Faenza e a Siena, a palazzo Chigi Saracini. Suo figlio Luigi (1742 - circa 1800) ha dipinto opere a soggetto sacro, per chiese di Siena e del contado, nature morte e ha eseguito ritratti.